# Eos Chaos
L'Eos Chaos è una struttura geologica della superficie di Marte.